# Degenerativne bolesti
Procesi degeneracije su ili nužna popratna pojava normalnih zbivanja u organizmu (fiziološka degeneracija, npr. degeneracija timusa u pubertetu- starenje) ili patološki poremećaji ( patološka degeneracija).
Degenerativne bolesti (lat. degeneratio, od degenerare: odroditi se) su bolesti koje uključuju promjenu ili propadanje stanica, tkiva, organa.
Degeneracija nastaje nakon infekcije, ozljeda, nedovoljne prehrane (ispadanje nezrelog voća), zbog neupotrebljavanja organa (dugotrajna fiksacija mišića i zglobova u gipsu) i zbog izvana proizvedenih oštećenja na zametku.
Degeneracija pojedine stanice pronađena je gotovo u svim tkivima starijih organizma. Javlja se i kao razvitak zloćudnih izraslina (maligna degeneracija), zatim kao nasljedno uvjetovana specifičnost (hereditarna degeneracija) npr. nedostatak moždine u dugim provodnim putevima leđne moždine. Najčešće je ipak uvjetovana poremećajima u izmjeni tvari ( povećano gomilanje i odlaganje u stanici, povećana propustljivost stanične membrane, otežano lučenje iz stanice, zastoj djelovanja unutarstaničnih enzima).